# Rhinantheae
Rhinantheae — триба квіткових рослин родини Вовчкові (Orobanchaceae).

## Класифікація
Перелік родів:
- Aeginetia — Bartsia — Bellardia — Bornmuellerantha — Bungea — Castilleja — Clevelandia — Cordylanthus — Cymbaria — Euphrasia — Hedbergia — Lamourouxia — Melampyrum — Monochasma — Nothobartsia — Odontites — Orthocarpus — Parentucellia — Pedicularis — Phtheirospermum — Pseudobartsia — Pterygiella — Rhinanthus — Rhynchocorys — Schwalbea — Siphonostegia — Tozzia — Triphysaria — Xizangia